# 大原東野
大原 東野（おおはら とうや、明和8年（1771年）‐天保11年（1840年）7月）は江戸時代の大坂の浮世絵師、画家。

## 来歴
奈良の旅籠・小刀屋の次男として生まれる。大原氏、名は東野。茨木町に居住。東野、東埜、民声、如水と号して享和から文化期に主として名所図会、物産図会、読本、辞書の類に挿絵を描いている。画風は岡田玉山風であり、一時は玉山と並ぶ名声があった。山水画、花鳥画、人物画を得意とした。また博物学に通じており、晩年には讃岐国琴平に移り、昆虫を収集してすごした。天保11年7月に没す。享年70。

## 作品
- 『唐土名所図会』 名所図会 岡田玉山編 享和2年
- 『対相四言』 辞書 柴野栗山作 享和3年
- 『絵本西遊全伝』初・2編 読本 口木山人訳 文化3年
- 『五畿内産物図会』 物産図会 文化7年
- 『名数画譜』文化7年序刊
- 『大日本土産図誌』 文化8年